# Härja kyrka
Härja kyrka är en kyrkobyggnad som sedan 2010 tillhör Hökensås församling (tidigare Härja församling) i Skara stift. Den ligger i Härja i Tidaholms kommun.

## Kyrkobyggnaden
Härja kyrka uppfördes troligtvis på en hednisk kultplats på 1100-talet. En präst skrev 1726 att en sten med årtalet 1103 finns bakom altaret. Av den ursprungliga medeltida kyrkan återstår endast tornet som är byggt av släta välhuggna sandstenar. Tornet har fyra ljudöppningar i romersk stil som samtliga delas av en smäcker kolonnett. Taket är en pyramidformad huv med en spira överst. 
Långhuset tillbyggdes och renoverades sannolikt år 1767. Material till bygget fick man från den närbelägna kungsgårdskyrkan i Ettak som rasade omkring 1720. Stenarna räckte inte till hela långhuset, varför kyrkans norra vägg fick byggas av gråsten.
Vid en renovering 1961-1962 fann man under trägolvet ett golv av kalkstensplattor. Sedan dessa avlägsnats kom den gamla kyrkans grund i dagen. Under träaltaret fann man ett äldre altare i sten. Den gamla grunden täcktes med ett nytt golv och en ny bänkinredning installerades.

## Härjamästaren

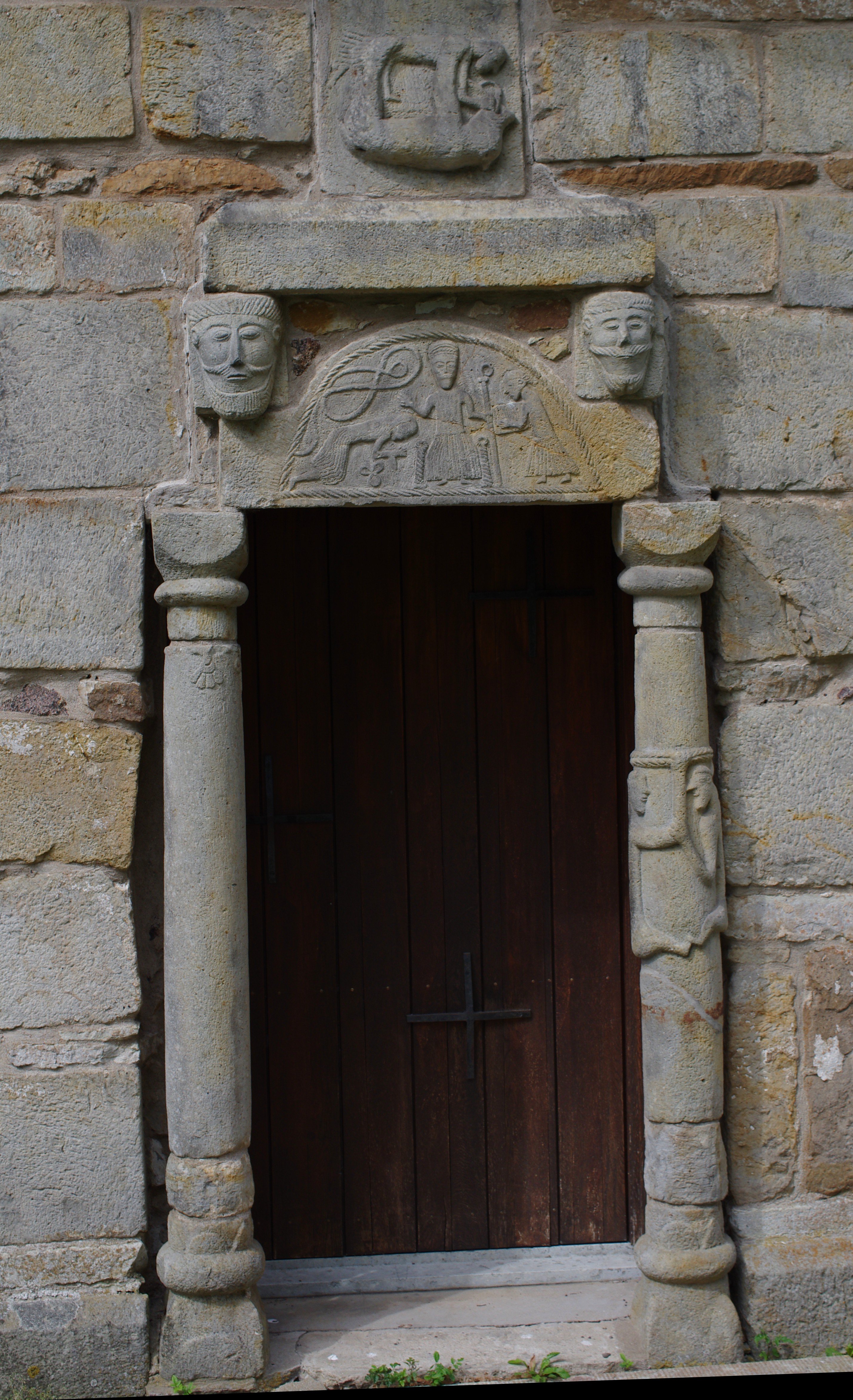
Portalen med björntämjaren överst.
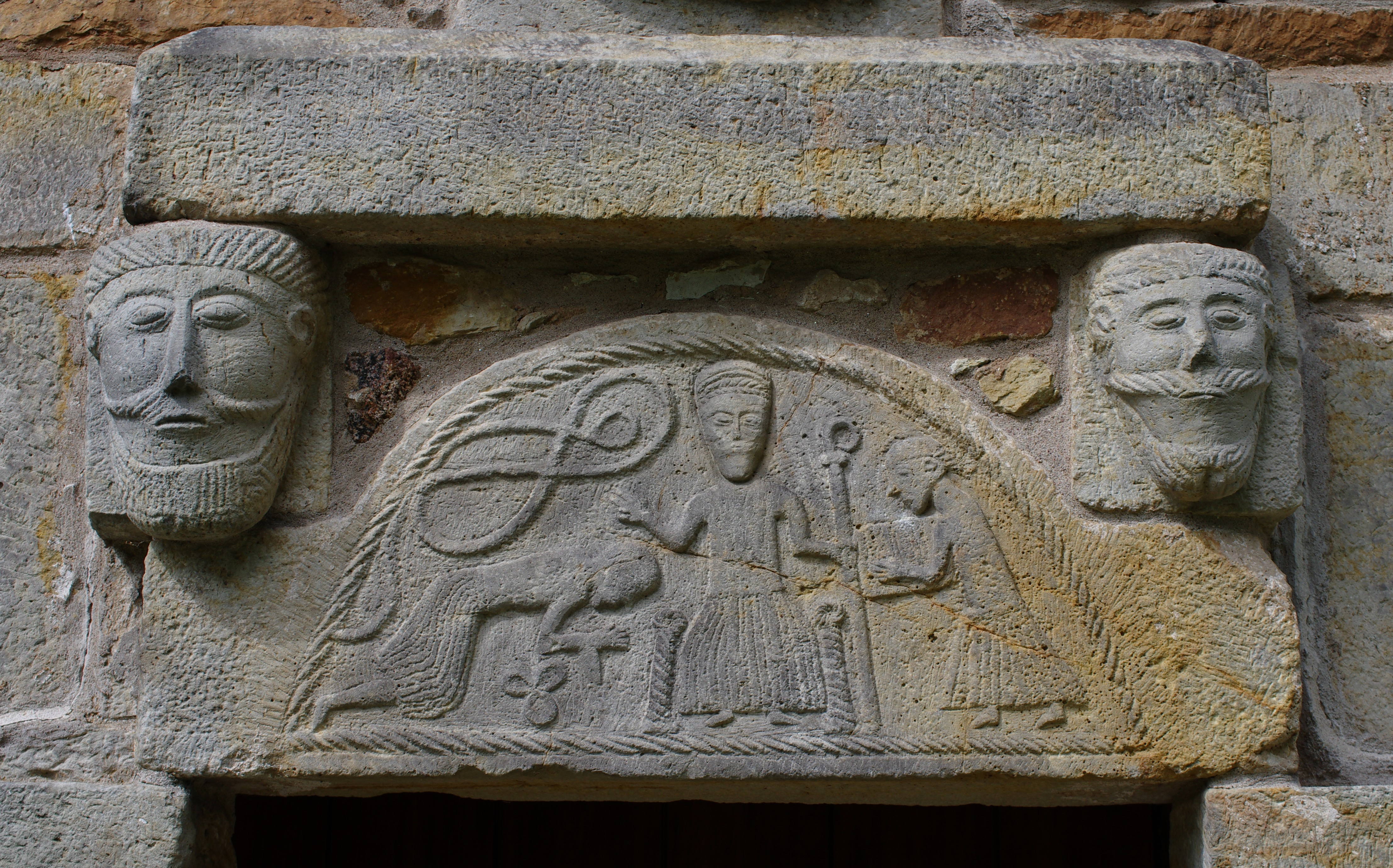
Tympanonen ovanför sydportalen.
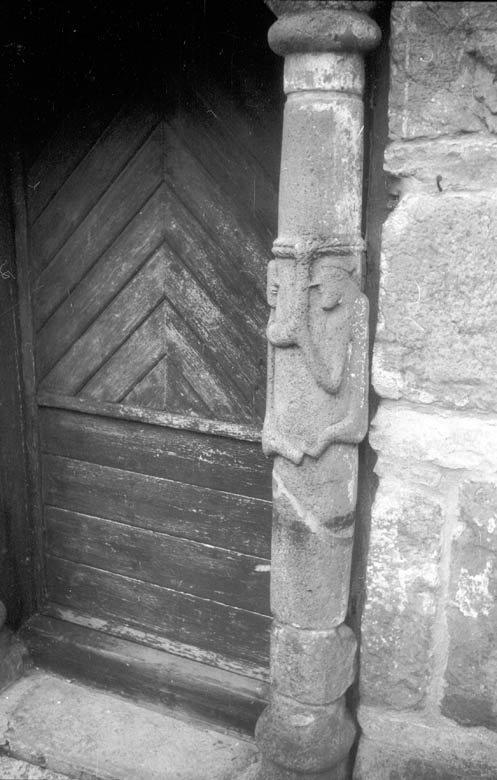
Portalkolonnens linakrobat.
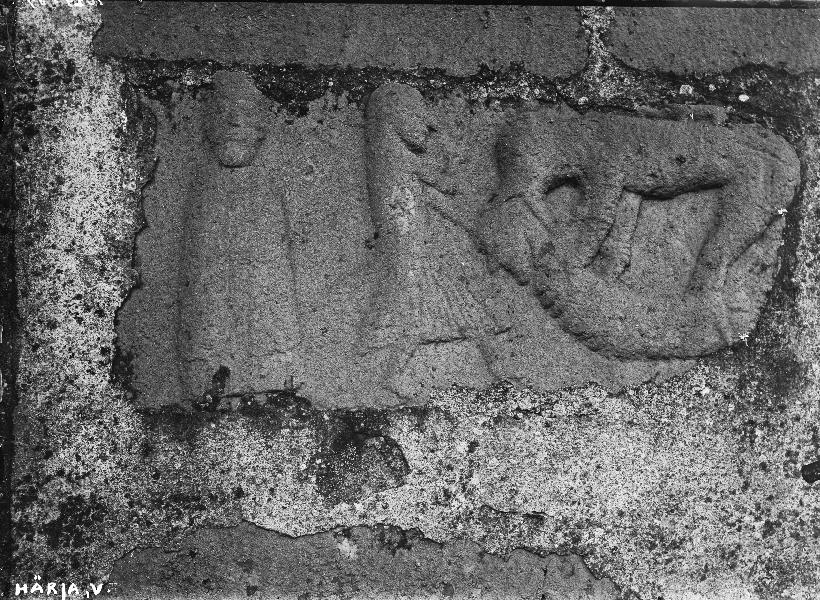
Två män med en björn.

Kyrkan har den, näst efter Forshems kyrka, mest omfattande medeltida reliefutsmyckningen i Västergötland. Vid ombyggnaden på 1750-talet hamnade den gamla portalens skulpterade delar på fel platser i murverket. Figurerna är huggna i låg relief med smala kroppar och klena lemmar i en helt annan stil än landskapets övriga stenmästares. Portalkolonnerna har motiv med lindansare. Tympanonens relief visar en biskop med kräkla i den ena handen och den andra lyfts som välsignelse över en knäböjande person. Intill tympanonen finns två skulpterande manshuvuden och ovanför denna ytterligare en relief, som visar en björntämjare. Därutöver finns stenar med bilder i relief inmurade i korgavelns vägg, bland annat ett tjurhuvud och två män med en björn. Skulpturerna är av en typ som annars bara finns i Italien. Man tror av denna anledning att mästaren kommit från Italien via Lund, där stenmästare arbetade på domkyrkan under 1100-talets förra hälft.

## Inventarier
- Altartavlan är målad av Ljungström år 1863 eller 1883.
- På altaret finns ett krucifix snidat av Simon Carlsson från Härja.
- Predikstolen med tillhörande baldakin är från 1750-talet, och har tillhört Nykyrka kapell som revs i slutet av 1700-talet.
- Ett vigvattenkar i sandsten som hittades i tornkammaren finns i nischen till nordöstra korfönstret.
- Nattvardskalken skänktes till kyrkan av grevinnan Margareta Brahe på Wisingsborg år 1596.
- I tornet hänger två klockor. Lillklockan på 105 kg är från 1710 och storklockan på 300 kg är gjuten 1868.

## Orgeln
Orgeln på läktaren i väster är byggd 1875 av Svante Johansson och byggdes om 1938 av Johanssons son och sonson. Den pneumatiska orgeln har åtta stämmor fördelade på två manualer och pedal.

## Bilder

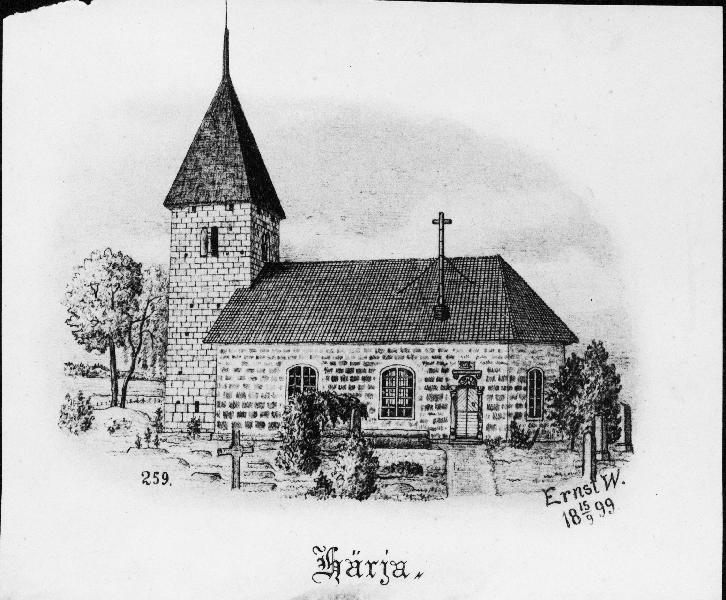
Kyrkan på teckning från 1899.
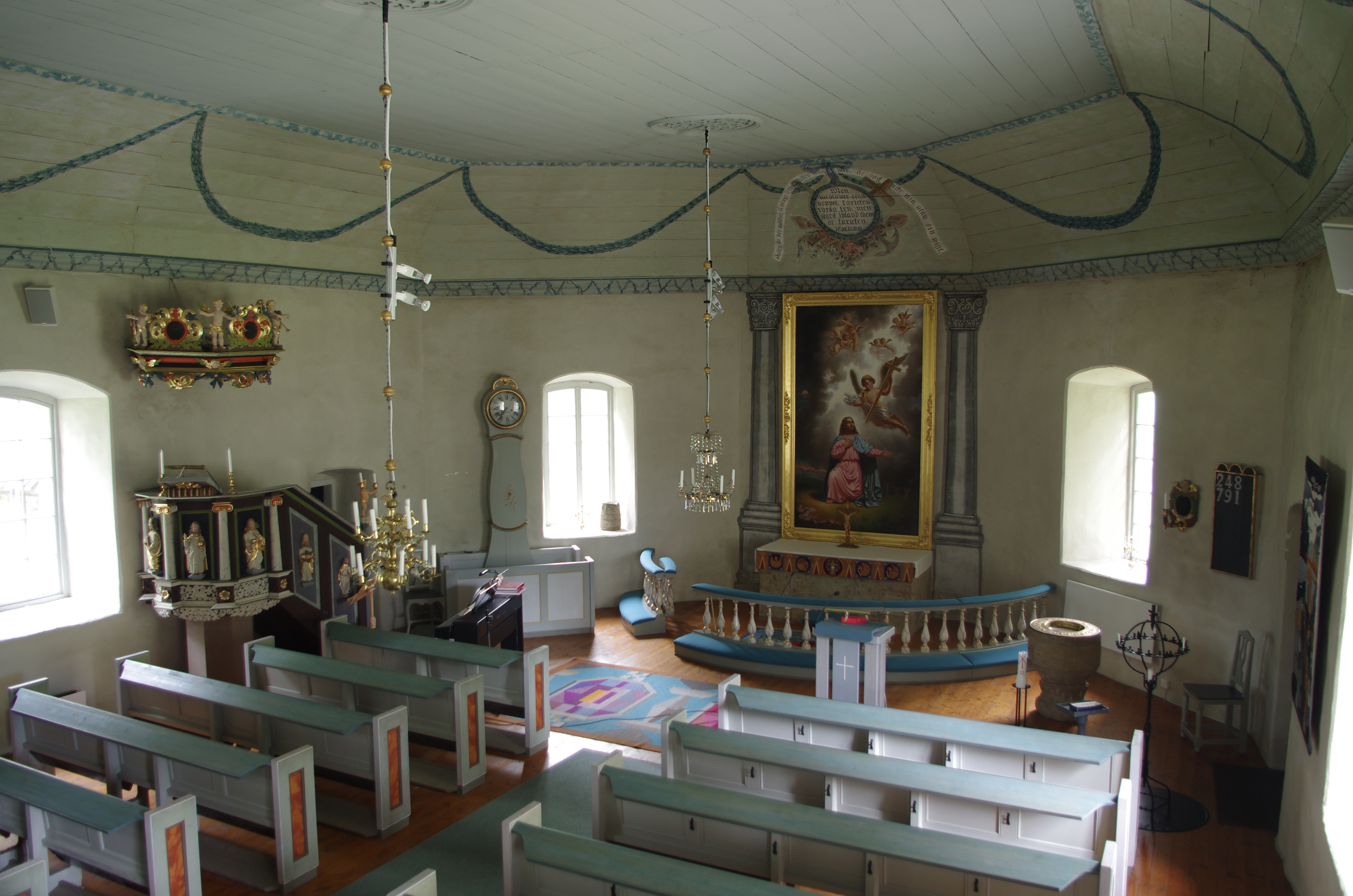
Interiör mot altaret.
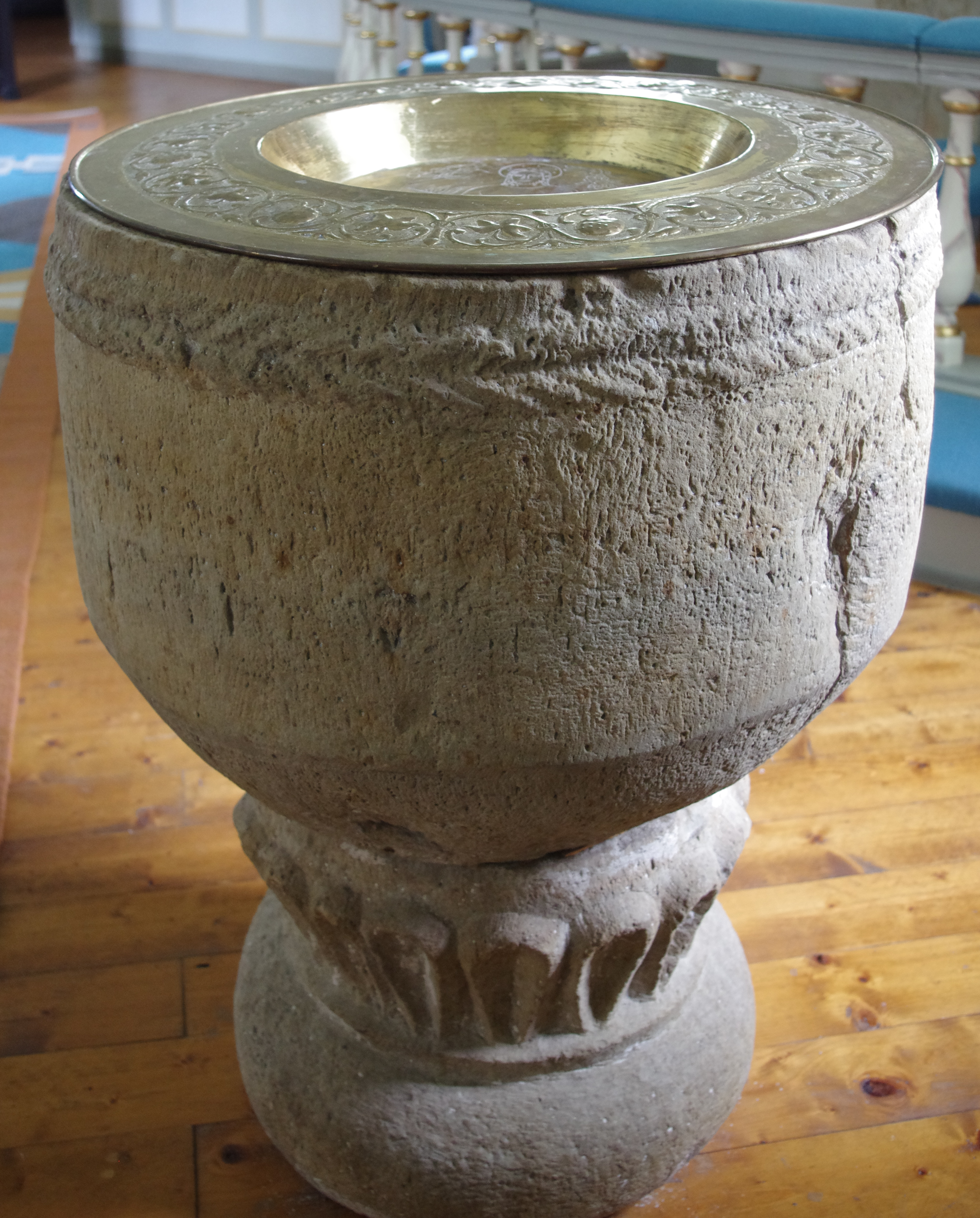
Dopfunten från den medeltida kyrkan utförd av Forshemsmästaren.
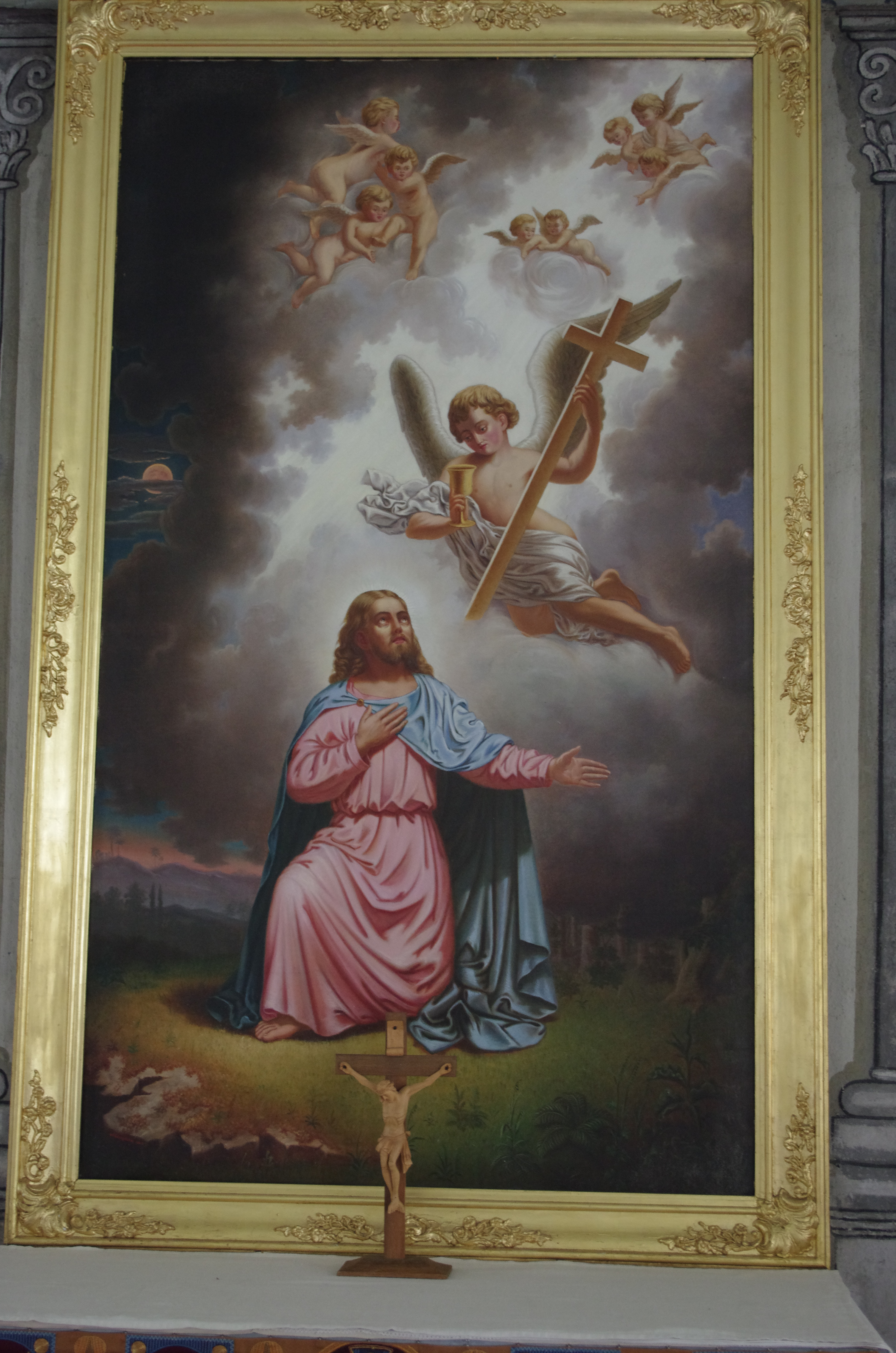
Altartavla Kristus i Getsemane av Ljungström från 1800-talets senare hälft.